# Stev Theloke
Stev Theloke, né à Chemnitz le 18 janvier 1978, est un nageur allemand, spécialiste du dos crawlé.

## Biographie
Dans cette discipline, il est l'un des meilleurs nageurs allemands, avec Thomas Rupprath et Helge Meeuw.
Il participe aux Jeux olympiques de Sydney en 2000, où il est médaillé de bronze sur 100 m dos et avec l'équipe d'Allemagne pour le relais 4 × 100 m 4 nages.
Pour cause de blessure, il ne participe pas à ceux de 2004 à Athènes.
En 2005, il fait les gros titres des journaux lors de son exclusion de l'équipe nationale allemande pour les Championnats du monde de natation à Montréal, consécutive à sa critique de la fédération allemande de natation lors d'un entretien.
Il a été champion d'Europe des 50 m et 100 m dos (bassin de 25 m et bassin de 50 m).

## Palmarès

### Jeux olympiques d'été
- Jeux olympiques d'été de 2000 à Sydney  Australie
  -  Médaille de bronze sur 100 m dos (54 s 82)
  -  Médaille de bronze sur 4 × 100 m 4 nages (3 min 35 s 88) (Stev Theloke~Jens Kruppa~Thomas Rupprath~Thorsten Spanneberg)

### Championnats du monde de natation
- Championnats du monde 1998 à Perth  Australie
  -  Médaille de bronze sur 100 m dos (55 s 20)

### Championnats d'Europe de natation

#### En grand bassin
- Championnats d'Europe 1999 à Istanbul  Turquie
  -  Médaille d'or sur 50 m dos (25 s 66)
  -  Médaille d'or sur 100 m dos (55 s 16)
  -  Médaille d'argent du relais 4 × 100 m 4 nages (3 min 40 s 15) (Stev Theloke~Mark Warnecke~Christian Keller~Christian Tröger)
- Championnats d'Europe 2000 à Helsinki  Finlande
  -  Médaille d'or sur 50 m dos (25 s 60)
- Championnats d'Europe 2002 à Berlin  Allemagne
  -  Médaille d'or sur 100 m dos (54 s 42)
  -  Médaille d'argent sur 50 m dos (25 s 12)
  -  Médaille de bronze du relais 4 × 100 m 4 nages (3 min 37 s 05) (Stev Theloke~Jens Kruppa~Thomas Rupprath~Stefan Herbst)
- Championnats d'Europe 2004 à Madrid  Espagne
  -  Médaille d'or sur 50 m dos (25 s 61)
  -  Médaille de bronze sur 100 m dos (55 s 39)

#### En petit bassin
- Championnats d'Europe 1996 à Rostock  Allemagne
  -  Médaille d'or du relais 4 × 50 m 4 nages (1 min 38 s 28) (Stev Theloke~Jens Kruppa~Fabian Hieronimus~Lars Conrad)
  -  Médaille d'argent du 100 m dos (53 s 87)
  -  Médaille de bronze du 50 m dos (25 s 15)
  -  Médaille de bronze du 200 m dos (1 min 56 s 51)
- Championnats d'Europe 1998 à Sheffield  Royaume-Uni
  -  Médaille d'or du 100 m dos (52 s 71)
  -  Médaille d'argent du 50 m dos (24 s 66)
- Championnats d'Europe 2001 à Anvers  Belgique
  -  Médaille d'or du 50 m dos (23 s 97)
  -  Médaille d'or du relais 4 × 50 m 4 nages (1 min 34 s 78) (Thomas Rupprath~Mark Warnecke~Stev Theloke~Carsten Dehmlow)
  -  Médaille d'argent du 100 m dos (51 s 92)
- Championnats d'Europe 2002 à Riesa  Allemagne
  -  Médaille d'or du relais 4 × 50 m 4 nages (1 min 34 s 72) (Thomas Rupprath~Jens Kruppa~Stev Theloke~Carsten Dehmlow)
  -  Médaille d'argent du 50 m dos (24 s 29)
  -  Médaille d'argent du 100 m dos (51 s 71)

## Records
- Record d'Europe du 50 m dos, en 25 s 66, le 29 juillet 1999 à Istanbul.
- Record d'Europe du 50 m dos, en 25 s 63, le 15 juin 2000 à Berlin.
- Record d'Europe du 50 m dos, en 25 s 60, le 6 juillet 2000 à Helsinki.
- L'équipe d'Allemagne, composée de Stev Theloke, Jens Kruppa, Thomas Rupprath et Carsten Dehmlow, bat le record du monde du 4 × 50 m 4 nages, en 1 min 34 s 78, le 13 décembre 2001 à Anvers.
- Record d'Europe du 100 m dos, en 54 s 42, le 30 juillet 2002 à Berlin.